# Rensho
Der Rensho (jap. 連署, „Ko-Signator“) war der Assistent des Shikken (Regenten) des Kamakura-Shogunates in Japan.
Der Rensho setzte seine Signatur bei offiziellen Anordnungen neben die des Shikken. 1224 ernannte der dritte Shikken Hōjō Yasutoki den Hōjō Tokifusa als ersten Rensho. Von da an wurde der Rensho aus einflussreichen Mitgliedern des Hōjō-Clans, jedoch nicht aus der Hauptlinie des Clans (tokusō), ausgewählt. Die einzige Ausnahme machte man im Fall von Hōjō Tokimune, der von 1264 bis 1268 zeitweilig diese Position bekleidete.

## Liste der Rensho
1. Hōjō Tokifusa (im Amt 1225–1240)
2. Hōjō Shigetoki (im Amt 1247–1256)
3. Hōjō Masamura (im Amt 1256–1264)
4. Hōjō Tokimune (im Amt 1264–1268)
5. Hōjō Masamura (im Amt 1268–1273)
6. Hōjō Yoshimasa (im Amt 1273–1277)
7. Hōjō Shigetoki (im Amt 1283–1287)
8. Hōjō Nobutoki (im Amt 1287–1301)
9. Hōjō Tokimura (im Amt 1301–1305)
10. Hōjō Munenobu (im Amt 1305–1311)
11. Hōjō Hirotoki (im Amt 1311–1312)
12. Hōjō Sadaaki (im Amt 1315–1326)
13. Hōjō Koresada (im Amt 1326–1327)
14. Hōjō Shigetoki (im Amt 1330–1333)